# 大熊寶螺
大熊寶螺（学名：Cypraea hirundo）为寶螺科寶螺屬下的一个种。